# François Certain de Canrobert

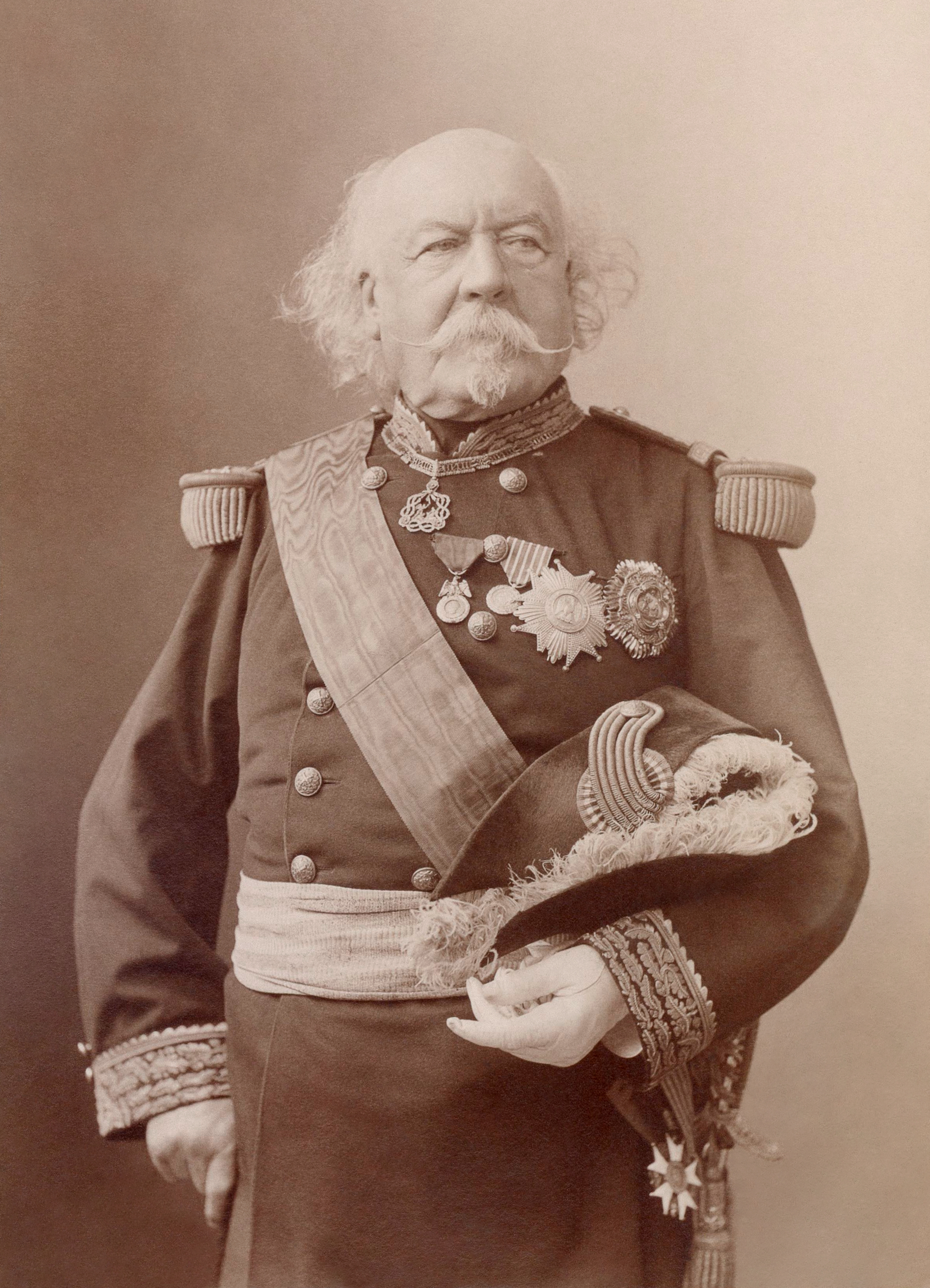
Foto van Canrobert (Nadar)

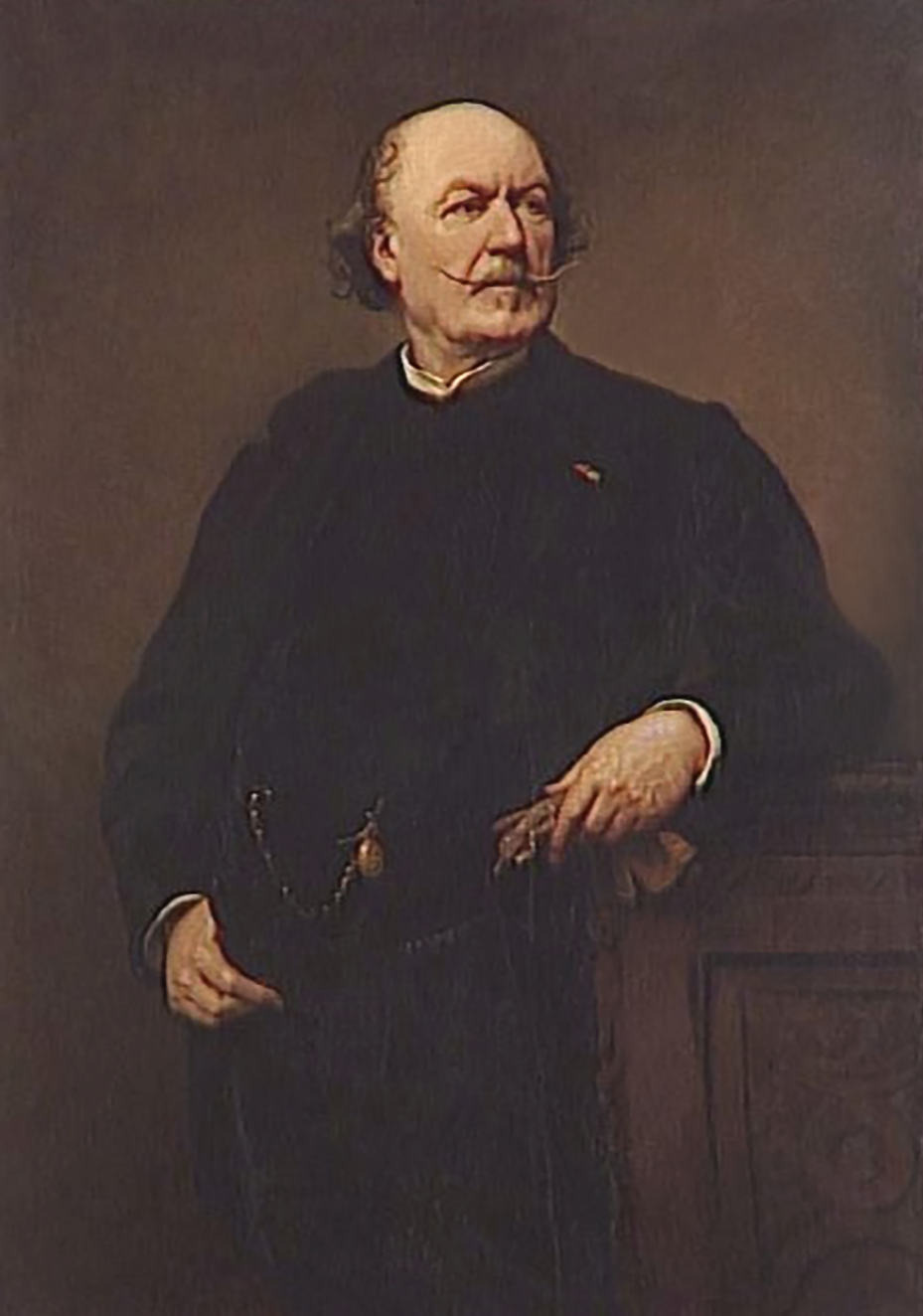
Portret van Canrobert (Nélie Jacquemart)

François Marcellin Certain de Canrobert (Saint-Céré, 27 juni 1809 – Parijs, 28 januari 1895) was een maarschalk van Frankrijk.

## Familie
Zijn vader was een vroegere kapitein onder het ancien régime en maakte deel uit van het emigrantenleger van Condé. Zijn halfbroer Antoine was een officier van de École Spéciale Militaire de Saint-Cyr die op 16 juni 1815 te Fleurus gesneuveld was door een kanonskogel.

## Opleiding
François ging op 19 november 1826 net als zijn broer naar de École Spéciale Militaire de Saint-Cyr. Op 18 mei 1828 werd hij korporaal. Toen hij afstudeerde ging hij bij het 47ste linie-regiment als onderluitenant. Op 20 juni 1832 werd hij luitenant.

## Algerije
In 1835 kwam hij met zijn eenheid in Algerije. Hij vocht er aan de oevers van de oued Sig en de Habra. In 1836 vocht hij bij Dar el Achen, Tafna, Sidi Yacoub, La Silal en Bet el Laham. Op 26 april 1837 werd hij kapitein. Hij vocht te Medjeoly-Amar. In de belegering van Constantine vocht hij onder kolonel Michel Combes en raakte hij gewond.
Op 17 oktober 1840 ging hij over naar het 6de bataljon jagers te voet. Hij was bij de slag om de Mouzaïa. Het volgende jaar vocht hij te Nador, Moursia en tegen de Flittas. In 1842 ging hij bij het 13de regiment lichte infanterie. Op 16 oktober ging hij over naar het 5de bataljon jagers te voet en vocht hij te Gontas, Baal, Tadjena, in de slag bij Sidi-Brahim, bij oued Lemig, in de slag bij Isly en te Riou.
Op 26 oktober 1845 werd hij luitenant-kolonel bij het 16de linieregiment, vervolgens (4 september 1846) bij het 64e linieregiment en (8 juni 1847) bij het 2de linieregiment en kreeg hij het bevel over de subdivisie te Batna.

## Vreemdelingenlegioen

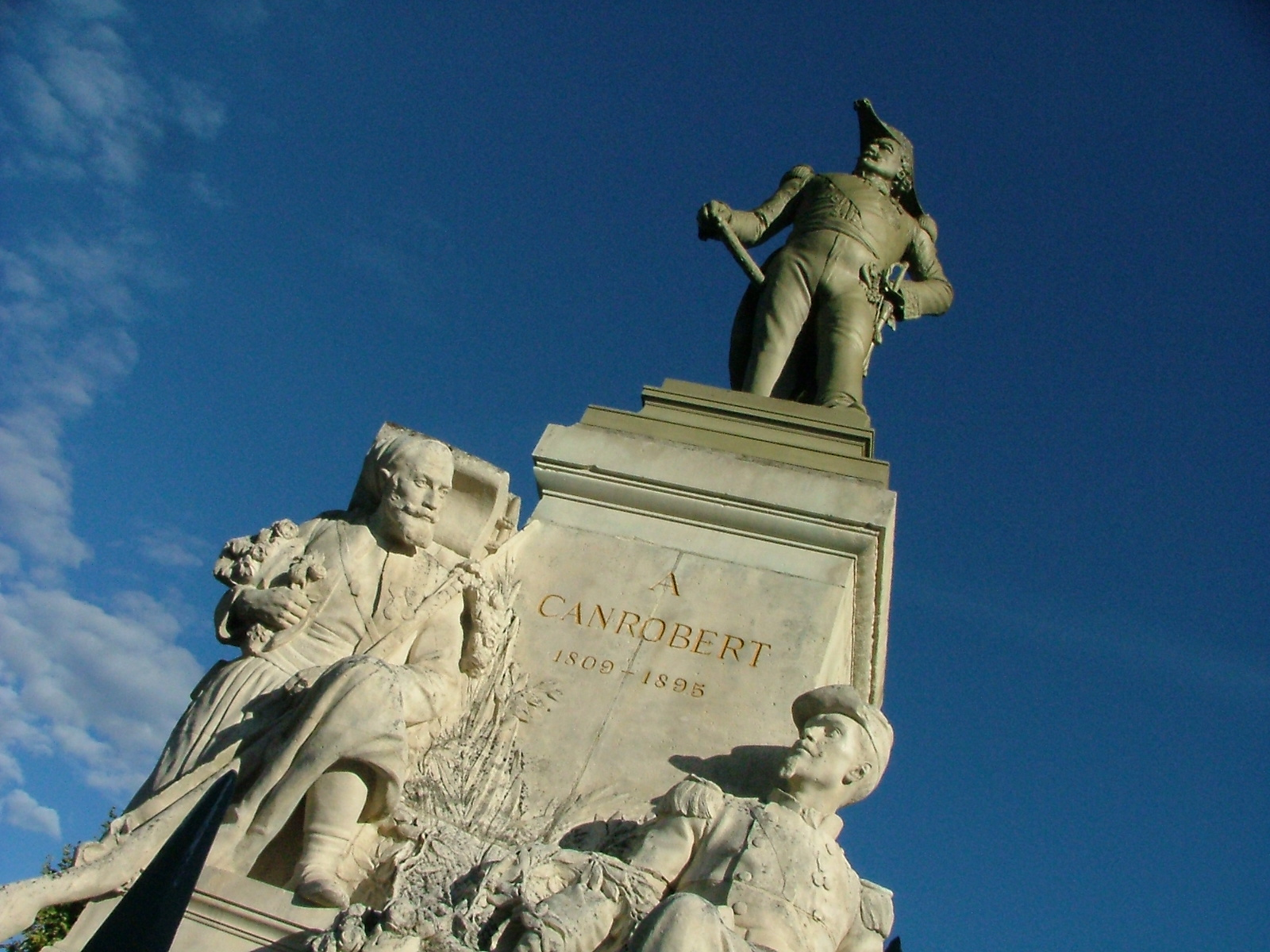
Standbeeld voor Canrobert in Saint-Céré

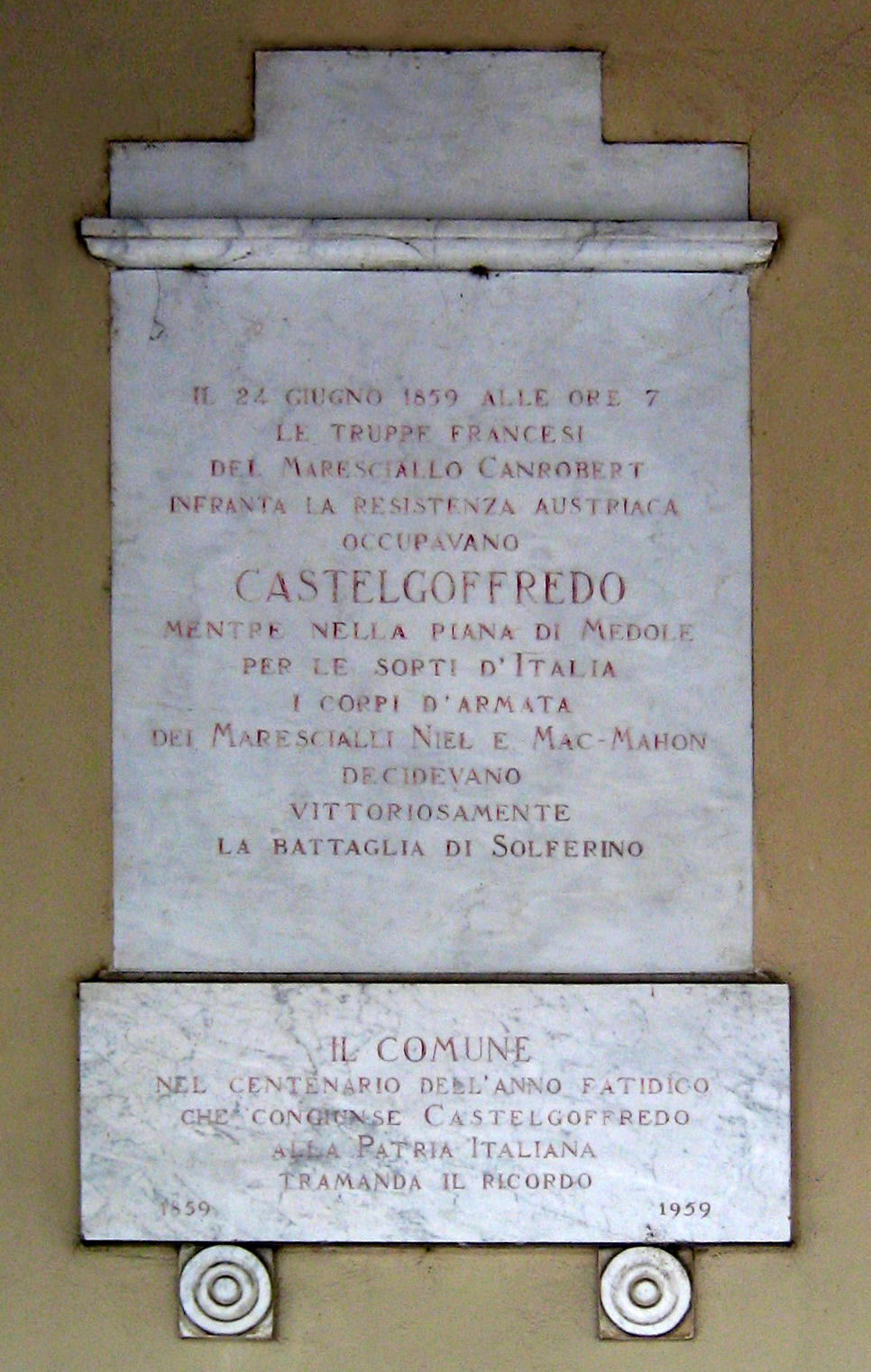
Gedenkplaat voor Canrobert n.a.v. de Slag bij Solferino

Op 8 november werd hij bevorderd tot kolonel bij het 78ste linieregiment. Op 31 maart 1848 ging hij over naar het Vreemdelingenlegioen waar hij korpschef werd van het tweede vreemdelingenregiment infanterie. Hij bleef verantwoordelijk voor de subdivisie van Batna en nam met die subdivisie Ahmed Bey gevangen.
In juni wisselde hij met kolonel Cariés de Senilhes van functie en nam hij van hem het bevel over het derde regiment zoeaven en de subdivisie van Aumale over. In 1849 was hij te Beni Mélikech, Sameur, Al Amri, Bou Saâda en leidde hij de belegering van Zaatcha.

## Tweede Franse Keizerrijk
President Lodewijk Napoleon Bonaparte riep hem terug naar Frankrijk en benoemde hem tot brigadegeneraal op 12 januari 1850. Hij werd bevelhebber van de infanteriebrigade van de 1e divisie te Parijs op 8 maart 1850. Op 9 februari 1851 kreeg hij het bevel over de 3e brigade. Hij nam deel aan de staatsgreep van 2 december 1851 die leidde tot het Tweede Franse Keizerrijk. Hij liet 26.000 republikeinen arresteren en 10.000 van hen deporteren naar Algerije. 300 mensen in de menigte werden door zijn soldaten gedood.
Hij was aide de camp van de president, nadien keizer. Hij voerde het bevel over de infanteriedivisie van kamp Helfaut-Saint-Omer vanaf 27 april.

## Krimoorlog
Hij nam als divisiegeneraal deel aan de Krimoorlog en volgde op 26 september 1854 de doodzieke maarschalk de Saint-Arnaud op als bevelhebber van de Franse troepen. Hij vocht in de Slag bij Dobrudja en de Slag aan de Alma, waar hij lichtgewond raakte. Hij vocht in de Slag bij Balaklava en de Slag bij Inkerman, waar hij op 5 november 1854 gewond raakte.
Na meningsverschillen met de Britse maarschalk Raglan werd hij op 18 maart 1856 vervangen door generaal Pélissier en tegen zijn zin teruggeroepen naar Parijs. Daar werd hij verheven tot de waardigheid van maarschalk van Frankrijk.

## Tweede Italiaanse Onafhankelijkheidsoorlog
In februari 1858 kreeg hij het bevel over de divisies in het oosten te Nancy en vanaf 1 juni 1858 van het legerkamp van Châlons. Op 22 april 1859 kreeg hij het bevel over het 3e korps van het Alpenleger en vocht hij tegen de Oostenrijkers in de Tweede Italiaanse Onafhankelijkheidsoorlog van april tot juli. Hij trok door Turijn, Dorial en Balba. Hij onderscheidde zich in de Slag bij Magenta op 4 juni 1859 en droeg bij aan de overwinning in de Slag bij Solferino op 24 juni 1859.

## Terug in Frankrijk
Hij keerde met zijn korps terug naar Nancy. In 1862 kreeg hij weer het bevel over het kamp van Châlons-en-Champagne. Vanaf oktober kreeg hij het bevel over het 4e legerkorps te Lyon. Op 22 juni 1865 kreeg hij het bevel over het 1e legerkorps en de 1e militaire divisie van Parijs.

## Frans-Duitse Oorlog
Bij uitbraak van de Frans-Duitse Oorlog weigerde hij op 12 augustus het bevel over het Rijnleger en werd hij liever de ondergeschikte van Bazaine. Hij vocht te Sainte-Barbe, Noisseville en Ladonchamps. Op  16 - 18 augustus beval hij het 6e korps van het Rijnleger en onderscheidde hij zich in de Slag bij Gravelotte, waar hij drie korpsen van de Pruisische generaal von Steinmetz versloeg en het 1e regiment infanterie van de Pruisische garde decimeerde. Bij gebrek aan munitie en versterking moest hij terugtrekken. Na de overgave van Metz op 27 oktober 1870 werd hij samen met maarschalk Bazaine krijgsgevangengenomen. Na maanden gevangenis keerde hij in maart 1871 terug naar Frankrijk.

## Senator
Hij werd voorzitter van de commissie voor de vooruitgang van de infanterie, en in 1872 lid van de Hoge Oorlogsraad. In 1873 werd hij lid van het comité van Defensie. Hij werd lid van de bonapartistische partij Appel au peuple en werd in 1876 senator voor Lot en van 1879 tot 1894 senator voor de Charente. Hij stierf thuis te Parijs als laatste maarschalk van Napoleon III. Hij kreeg een staatsbegrafenis en werd begraven in het Hôtel des Invalides.

## Onderscheidingen
Frankrijk
- Legioen van Eer: Grootkruis
- Médaille Militaire
- Herinneringsmedaille aan de Veldtocht in Italië (1859)

 Verenigd Koninkrijk
- Orde van het Bad: Grootkruis (1854)
- Krim medaille

 Denemarken
- Orde van de Olifant: Grootkruis

 Koninkrijk Sardinië
- Militaire Orde van Savoye: Grootkruis (1857)
- Orde van de Aankondiging: Ridder
- Medaille voor Militaire Dapperheid (1860)

 Ottomaanse Rijk
- Orde van Mejidie: Ridder

 Keizerrijk Rusland
- Orde van Sint-Andreas de Eerstgeroepene: Ridder

- Bibliothèque nationale de France: cb10728857w (data)
- Gemeinsame Normdatei: 117672246
- International Standard Name Identifier: 0000 0000 1340 1752
- Base Léonore: LH//462/25
- Nederlandse Thesaurus van Auteursnamen: 204259762
- SNAC: w6fr34xb
- Système universitaire de documentation: 153967358
- Virtual International Authority File: 17213989
- WorldCat: E39PBJmDm44vwRpbyM7j7C4KBP